# Moșana
Moșana è un comune della Moldavia situato nel distretto di Dondușeni di 1.796 abitanti al censimento del 2004

## Località
Il comune è formato dall'insieme delle seguenti località: (popolazione al 2004)
- Moșana (1.749 abitanti)
- Octeabriscoe (47 abitanti)